# Reprezentacja Hiszpanii w piłce wodnej kobiet
Reprezentacja Hiszpanii w piłce wodnej kobiet – zespół, biorący udział w imieniu Hiszpanii w meczach i sportowych imprezach międzynarodowych w piłce wodnej, powoływany przez selekcjonera, w którym mogą występować wyłącznie zawodnicy posiadający obywatelstwo hiszpańskie. Za jej funkcjonowanie odpowiedzialny jest Hiszpański Związek Pływacki (RFEN), który jest członkiem Międzynarodowej Federacji Pływackiej.